# Cneo Calpurnio Pisón (cónsul 7 a. C.)
Cneo Calpurnio Pisón (en latín, Gnaeus Calpurnius Piso) fue un político del Imperio romano nacido en 44 a. C. y fallecido en el año 20.

## Origen
Cneo provenía de la familia plebeya de los Calpurnios Pisones, perteneciente a la gens Calpurnia, que proporcionó muchos magistrados durante la historia de la República, por ejemplo Cayo Calpurnio Pisón (cónsul 67 a. C.), Marco Pupio Pisón o Lucio Calpurnio Pisón, que siendo tribuno impulsó la ley denominada De Repetundis.
Cneo Calpurnio fue cónsul júnior junto a Tiberio en el año 7 a. C. y posteriormente Augusto le envió a Hispania como Legado, donde se caracterizó por su crueldad y avaricia. También ejerció como procónsul en África.

## Enfrentamiento con Germánico
En tiempos de Tiberio, Cneo Calpurnio desempeñó el cargo de gobernador de la provincia romana de Siria, donde apoyaría al emperador en su pugna con Julio César Germánico. Tiberio le ordenó vigilar a Germánico, lo que enfrentó a ambos. Tras la muerte de este por envenenamiento en el año 19, se convirtió, junto a su esposa Munacia Plancina, exonerada de los cargos gracias a la influencia de Livia Drusila, en el principal sospechoso. 
Tiberio le abandonó a su suerte, siendo acusado de diversos cargos, como conspiración, sacrilegio por la violación de la divinidad del Divus Augustus y otros, lo que posiblemente le condujo al suicidio, por lo que el día de la resolución senatorial en su contra fue encontrado con la garganta cortada y una espada en su mano. 
En el juicio había sido defendido por Marco Lépido, Lucio Pisón y Livineyo Régulo después de que Lucio Arruncio, Publio Vinicio, Asinio Galo, Marcelo Esernino y Sexto Pompeyo se excusaran por diferentes razones.
El caso había sido llevado ante el Senado Romano que decretó un senadoconsulto, en el año 22, conteniendo una damnatio memoriae. Este tipo de decreto, que se convirtió en una costumbre frecuente en la época imperial, se aplicaba a los malos ciudadanos, especialmente a emperadores que se enfrentaron al propio Senado, como Calígula, Nerón o Domiciano. 
En el decreto senatorial se prohibía expresamente el luto por Cneo Calpurnio, así como que su imagen (imago) o retrato enmarcado se incorporara a las del resto de la gens Calpurnia con el fin de ser exhibida en futuros funerales. Con estas medidas se trataba de procurar una muerte definitiva, sin derecho a ser recordado.

## En el cine
En la serie televisiva de la BBC Yo, Claudio, el actor Stratford Johns interpreta el papel de Cneo Calpurnio.